# 示意地圖

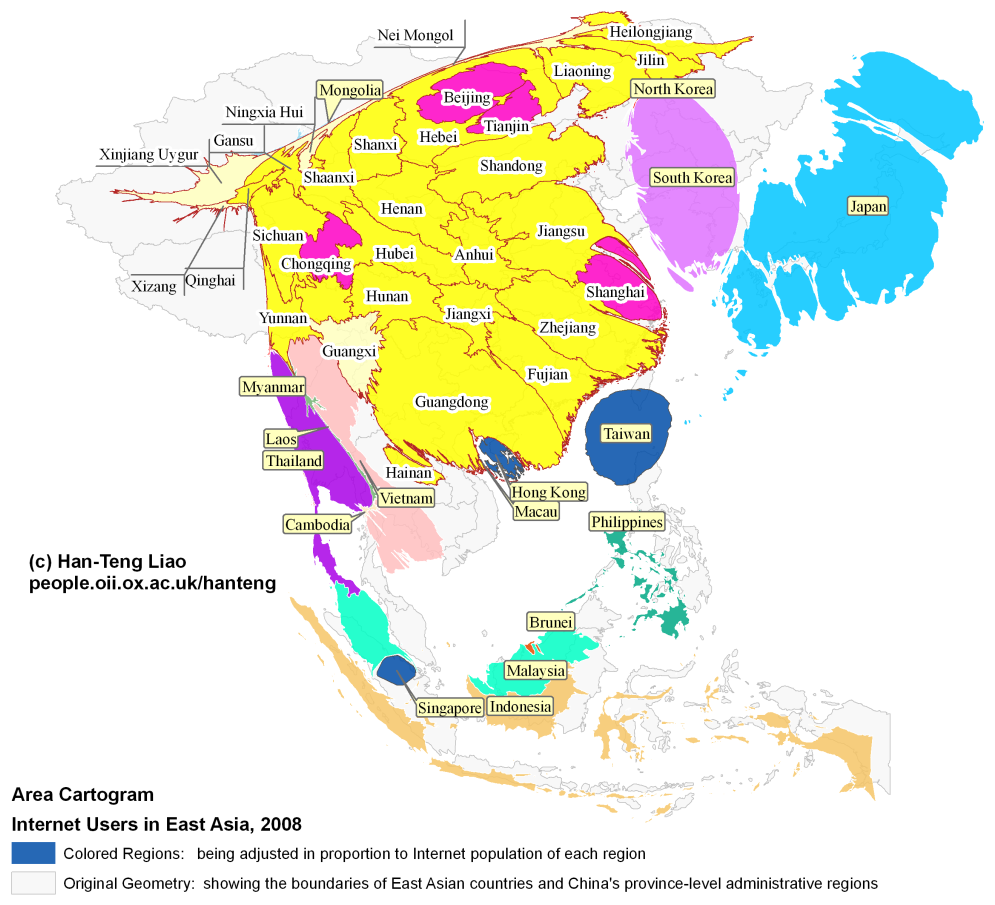
2008年東亞網民分佈的面積統計比較地圖，面積愈大代表人數愈多

示意地圖（英語：Cartogram），又稱比較統計地圖，是將地圖根據統計數據變形的得到示意圖，通常是將各個地理單位的面積擴大或縮小，來表示有關數據的數值。
示意地圖的用途在於視覺上展示統計數據，在盡可能保持各數據點之間的相對位置之時，亦透過數據點的實際面積來標示其數值，使讀者不會因為地理因素影響以產生錯覺。舉個例子：2004年美國總統選舉的投票分佈圖，若以傳統的地理圖表顯示，會看到小布殊得到壓倒性的支持。不過，一旦用示意地圖把同一組數據重組，就會發現原來因為大多數支持民主黨的支持者都集中在沿岸的大城市，所以在地理圖中被擠至邊沿。事實上，雙方的確是勢均力敵的。

## 流行病學用途
將相關病症的病例發生地點，進行標記，可以看出發生地點和地區之間的關係，並進行流行病的區域防治策略

## 參看
- Borden D. Dent 的著作《Cartography Thematic Map Design》（第4版）有更多關於示意地圖的詳細內容。

## 外部連結
- Cartogram Central （页面存档备份，存于）
- 多彩的世界人口示意地圖 （页面存档备份，存于）
- 利用2004年美國總統選舉數據製成的各種不同版本的示意地圖 (英語) （页面存档备份，存于）